# Macrocoma tenuis
Macrocoma tenuis là một loài Rêu trong họ Orthotrichaceae. Loài này được (Hook. & Grev.) Vitt mô tả khoa học đầu tiên năm 1973.